# Claus Victor Bock
Claus Victor Bock (* 7. Mai 1926 in Hamburg; † 5. Januar 2008 in Amsterdam) war ein deutscher Germanist und Schriftsteller.

## Leben
Claus Bocks Eltern flohen wegen der rassistischen Verfolgung am 21. September 1938, dem Geburtstag des Vaters,  aus Hamburg über Brüssel in die Niederlande. Da die Eltern aus beruflichen Gründen nach Indien gingen, musste für den Sohn ein Internat gefunden werden. 

„Mein Vater war chemischer Kaufmann. Von seiner Lehrzeit her, die er in Antwerpen absolviert hatte, war ihm die französische Sprache vertraut. Er hatte Beziehungen zu belgischen Geschäftsfreunden unterhalten, in deren Auftrag er – vorerst auf ein Jahr – jetzt nach Indien reisen sollte. Die Mutter würde ihn selbstverständlich begleiten, doch riet man davon ab, auch den zwölfjährigen Sohn sogleich in das tropische Klima und in eine noch ungewisse Existenz mitzunehmen.“

Eine den Eltern empfohlene belgische Klosterschule sagte der Mutter wenig zu, die sich stattdessen für eine Schule entschied, an der bereits ihre frühere Klassenkameradin Josi Warburg als Hausmutter arbeitete:
In den Sommerferien 1939 befand sich Claus in London und besuchte dort einen Schulfreund. Hier erlebte er den Ausbruch des Zweiten Weltkriegs und wurde zusammen mit englischen Kindern aufs Land evakuiert. Aufgrund der Überschneidung von Telegrammen blieb er nicht, wie es der Wunsch seiner Eltern gewesen war, in England, sondern folgte der Aufforderung der Schule, nach Eerde zurückzukommen. Die folgende Zeit, die Zeit zwischen dem Ausbruch des Krieges und dem Einmarsch der Deutschen in die Niederlande, bezeichnet er als die Zeit „meines langsamen Erwachens. Ich nahm auf der Schule Cyril Hildesheimer und Buri als zwei Lehrer wahr, die mich – jeder auf seine Weise – beeindruckten.“
Über die beiden, um die sich ein Kreis weiterer Schüler gebildet hatte, kam er in Kontakt zu den Schriften Stefan Georges und Wolfgang Frommels, den er erst brieflich und dann auch persönlich – bei einem Besuch Frommels in der Quäkerschule Eerde – kennenlernte. Hieraus entstanden lebenslange Beziehungen und eine „Liebe, die Freundschaft heißt“, wie es Marita Keilson-Lauritz ausdrückte.
Nach der Okkupation der Niederlande durch die deutsche Wehrmacht und der Entscheidung der Quäker, dem Druck der Besatzer nachzugeben und die jüdischen Kinder aus Schloss Eerde in ein Nebengebäude zu verbannen, versuchten  Frommel und Wolfgang Cordan die Schulleitung dafür zu gewinnen, die jüdischen Kinder untertauchen zu lassen. Als die Schulleitung sich diesem Plan widersetzte und gar mit Anzeigen bei der Gestapo drohte, entschlossen sich Frommel und Cordan, auf eigene Faust zu handeln und den ihnen nahestehenden Schülerinnen und Schülern zur Flucht zu verhelfen. Claus Victor Bock, Clemens Michael Brühl, Liselotte Brinitzer und Thomas Maretzki tauchten unter, Claus Victor Bock lebte, wie dann auch sein früherer Lehrer Friedrich W. Buri, von 1942 an im Versteck in der Amsterdamer Herengracht 401, für das sich der Name Castrum Peregrini einbürgerte. Auch den anderen aus der Quäkerschule Eerde Geflüchteten blieb die Herengracht 401 weiterhin Bezugspunkt – auch wenn sie sich an anderen Orten in den Niederlanden versteckt hielten. Sie alle überlebten die deutsche Besetzung – trotz der allgegenwärtigen Bedrohung durch die Razzien der deutschen Besatzungsmacht und deren niederländischen Hilfsorgane. Claus Victor Bock berichtet darüber in seinem 1985 erschienenen Buch „Untergetaucht unter Freunden“ und Buri in seinem „Lebensbericht“ Ich gab dir die Fackel im Sprunge.
Nach dem Zweiten Weltkrieg lebte Claus Bock ein Jahr lang bei seinen Eltern in Indien. Danach nahm er sein Studium an der Universität von Amsterdam wieder auf, das er dann in Manchester fortsetzte. 1955 promovierte er in Basel bei Walter Muschg im Fach Deutsche Literatur. Anschließend ging er zurück nach Manchester und London, wo er als Lektor arbeitete. Acht Jahre lang war er Direktor des Germanistik-Instituts der University of London, bis er 1980 Dekan der „faculty of the Arts“ wurde. Mit seiner Pensionierung 1984 ging er zurück nach Amsterdam ins Haus „Castrum Peregrini“. Eine Stiftung wurde gegründet für die Herausgabe der von Frommel 1951 begründeten Zeitschrift Castrum Peregrini. Bis 2001 war er Vorsitzender dieser Stiftung. Bis 2005 arbeitete er an der Zeitschrift mit.

Im niederländischen Spaarnwoude wurde Claus Victor Bock am 12. Januar 2008 auf einem kleinen Friedhof beigesetzt, auf dem auch Wolfgang Frommel begraben ist. Zu dieser Beerdigung heißt es in der Neuen Zürcher Zeitung vom 18. Januar 2008: 

„Die Rituale, die er als Jugendlicher kennengelernt hatte, geleiteten ihn auch auf dem letzten Weg. Seine Freunde lasen 20 Gedichte, 3 von Frommel, die übrigen von Stefan George. Darunter aus dem «Siebenten Ring» die Verse: «Kreuz der strasse . . / Wir sind am end. / Abend sank schon . . / Dies ist das end. / Kurzes wallen / Wen macht es müd? / Mir zu lang schon . . / Der schmerz macht müd. / Hände lockten: / Was nahmst du nicht? / Seufzer stockten: / Vernahmst du nicht? / Meine strasse / Du ziehst sie nicht. / Tränen fallen / Du siehst sie nicht.»“

1984 hatte Claus Victor Bock das Bundesverdienstkreuz I. Klasse erhalten und seit 1996 war er „assigned Fellow of the Queen Mary and Westfield college“ der University of London.

### Lebensmotto
„Solange wir dichten und schreiben, geschieht uns nichts“